# Hawaianira caudata
Hawaianira caudata is een pissebed uit de familie Janiridae. De wetenschappelijke naam van de soort is, als Janira caudata, voor het eerst geldig gepubliceerd in 1910 door Richardson.